# Szeroki Żleb Bielski

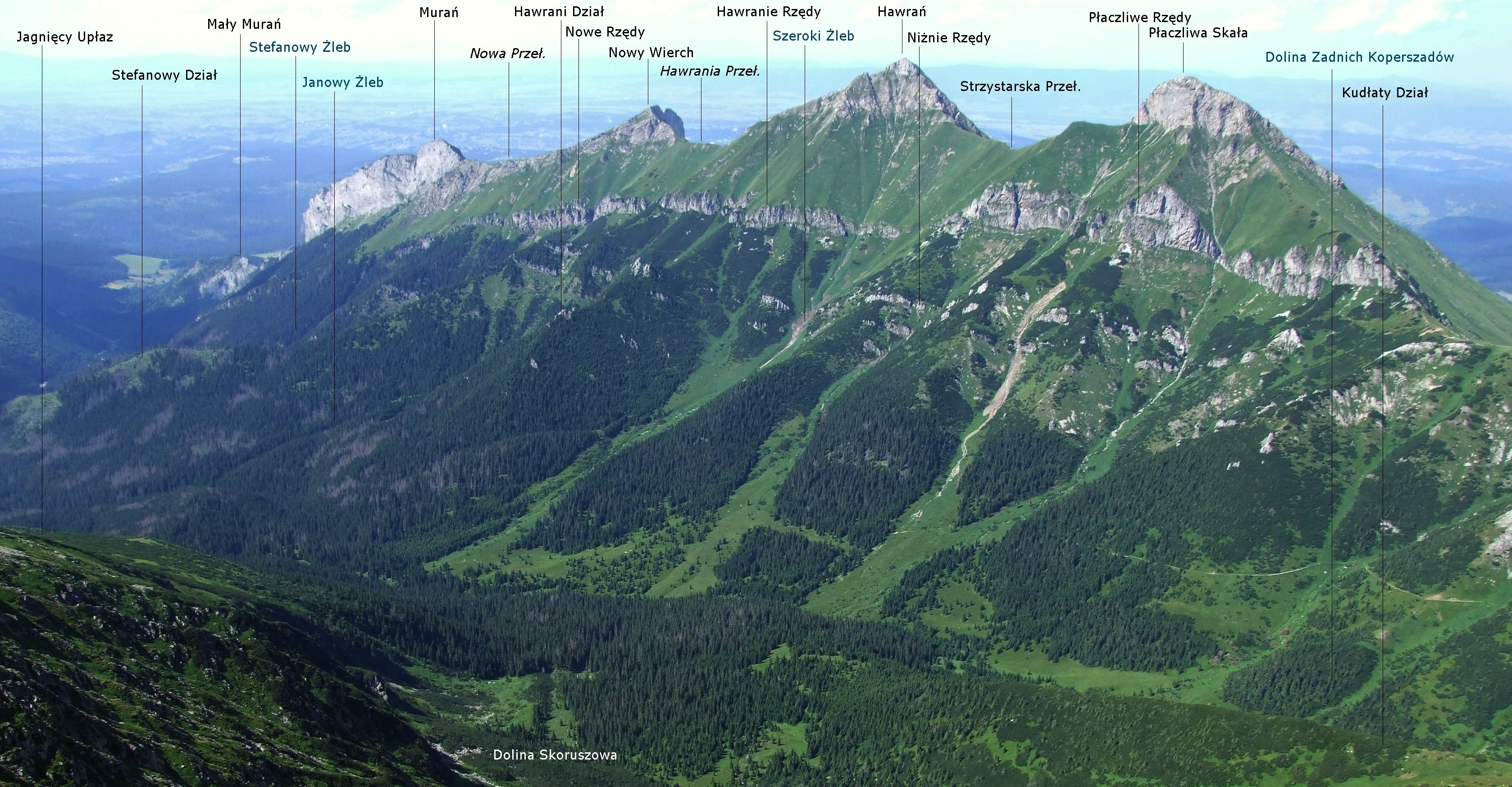
Widok z Jagnięcego Szczytu

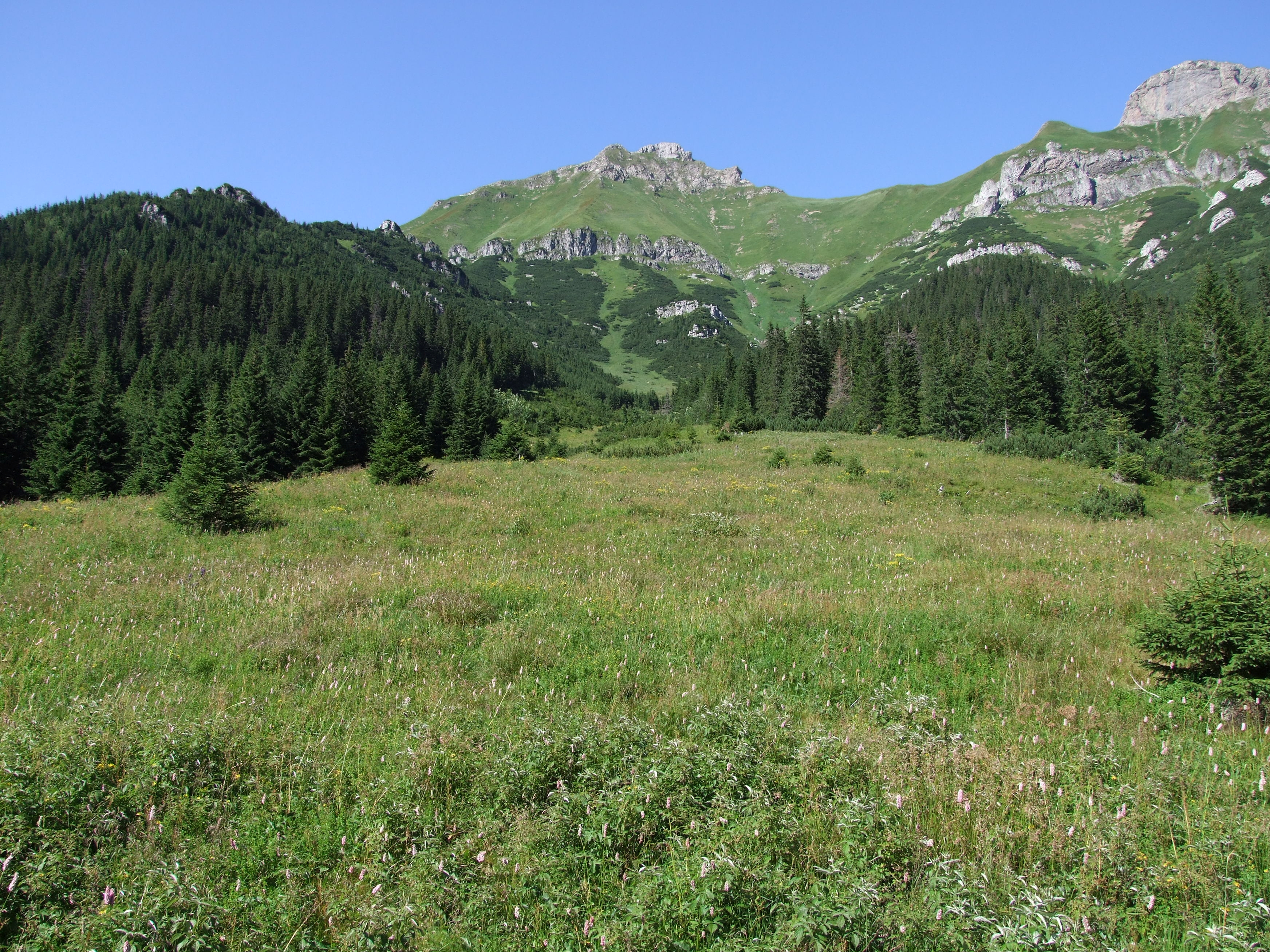
Widok na żleb z Zadniej Koperszadzkiej Pastwy

Szeroki Żleb (słow. Široký žľab lub Veľký žľab), dla odróżnienia od innych nazywany Szerokim Żlebem Bielskim – duży żleb na południowych stokach Tatr Bielskich. Opada spod Hawrania i Strzystarskiej Przełęczy (1969 m) do zachodniej części polany Zadnia Koperszadzka Pastwa w Dolinie Zadnich Koperszadów. Wylot żlebu jest bardzo szeroki. Jego zachodnie obramowanie tworzy Hawrani Dział. Na wysokości Niżnich Rzędów (mniej więcej w 1/3 jego wysokości) w dnie żlebu znajduje się częściowo skalista, częściowo porośnięta kosówką bula, powyżej której żleb rozgałęzia się na dwa ramiona. Lewe ramię (patrząc od dołu) rozgałęzia się wkrótce na 3 żlebki, środkowy z nich przecina Hawranie Rzędy i górą dochodzi aż do Hawraniej Czubki. Prawa odnoga kończy się pod Hawranimi Rzędami, lewa wcina się w Hawrani Dział. Główna, prawa odnoga żlebu dzieli się na 4 żlebki podchodzące pod Hawrania i Strzystarską Przełęcz. Wschodnie obramowanie żlebu tworzy odchodząca od Płaczliwej Kopki grzęda oddzielająca go od Skrajnego Płaczliwego Żlebu.
Żleb jest niemal w całości trawiasty, dołem szeroki. Jego dnem okresowo spływa potok uchodzący do Koperszadzkiego Potoku. Dawniej żleb wraz z całą Doliną Zadnich Koperszadów był wypasany przez mieszkańców Białej Spiskiej. Początkowo pasano wyłącznie woły, później również owce. Szałasy pasterskie tej doliny stały u wylotu Szerokiego Żlebu. W XIX wieku żlebem tym wchodzono na Hawrania. Zimą schodzą nim duże lawiny.